# Veronika Franz et Severin Fiala
Veronika Franz (née en 1965) et Severin Fiala (né en 1985) sont un duo de cinéastes autrichiens. 

## Biographie
Veronika Franz, une ancienne journaliste de cinéma, a commencé sa carrière cinématographique en co-écrivant avec son mari, le cinéaste Ulrich Seidl.
Severin Fiala, qui a étudié le cinéma, est le neveu du couple Seidl et Franz. 

### Travail en commun
Franz et Fiala commencent leur partenariat créatif en écrivant et en réalisant Kern (2012), un documentaire sur l'acteur Peter Kern. Ils ont ensuite gagné une notoriété internationale pour leur premier long métrage, le film d'horreur psychologique en allemand Goodnight Mommy (2014), qui a été sélectionné comme entrée autrichienne pour le meilleur film en langue étrangère à la 88e cérémonie des Oscars.
Ils ont ensuite écrit et réalisé un segment du film d'horreur à sketches The Field Guide to Evil (2018), suivi du film d'horreur psychologique en anglais The Lodge (2019).

## Filmographie
- 2012 : Kern[1]  (film documentaire)
- 2014 : Goodnight Mommy[2]  (titre en allemand : Ich seh, Ich seh)
- 2018 : The Field Guide to Evil[3]  (segment : « Die Trud »)
- 2019 : The Lodge[4]  (co-écrit avec Sergio Casci)
- 2024 : The Devil's Bath (Des Teufels Bad)